# Stewart Copeland
Stewart Copeland (Alexandria, Virgínia, EUA, 16 de juliol de 1952) és un músic i compositor i un famós bateria estatunidenc.

## Biografia
Fill d'un ex-agent de la CIA. Al costat de Sting al baix i Andy Summers, guitarra, van crear el grup The Police del que va ser primer líder i compositor.
Alternativament a la seva estada a The Police va editar diversos Ep's sota el nom de Klark Kent, i posteriorment a Police va formar part de conjunts com "Animal Logic" o el més recent "Oysterhead", al costat del baixista i cantant de Primus, Les Claypool. Va cooperar tocant la bateria en algunes peces de l'àlbum So de Peter Gabriel i ha participat com a actor a la pel·lícula The Filth and the Fury (2000) de Julien Temple.